# Нордические пришельцы

Нордический пришелец (слева) и земной человек (справа)

Нордические пришельцы описываются некоторыми контактёрами и уфологами как человекоподобные существа, похожие на европейцев, или точнее — на выходцев из стран Скандинавии.

## Внешний вид
Нордов часто описывают как двухметровых мужчин и женщин с длинными светлыми волосами и голубыми глазами. Кожа нордов имеет оттенок от бледно-розового до слегка загорелого, и они, как отмечают свидетели, носят облегающую одежду. В 1950-х годах поступало очень много сообщений о данном типе пришельцев, но в дальнейшем такая информация стала поступать намного реже, так как серые вытеснили нордов в сообщениях контактёров. Но и сейчас, время от времени, свидетельства о нордических пришельцах проскакивают в уфологической литературе. Некоторые исследовательские организации, такие, как «UFO Contact Center International», считают родиной нордических пришельцев звёздное скопление Плеяды.

## Характер
Норды описываются как доброжелательные или даже «волшебные» существа, которые хотят дружественно наблюдать за земной цивилизацией и общаться с людьми. Контактёры отмечали, что норды обеспокоены проблемами окружающей среды, мировой военно-политической напряженностью и могли передавать мысли телепатически. Американский социальный работник Джон Карпентер сообщил, что, по словам приглашенных нордами на свои корабли, нордические пришельцы похожи на заботливых отцов: они бдительны, молоды, ласковы, вежливы, часто улыбаются и всё знают. Стефани Келли-Романо говорит о том, что норды «часто ассоциируются с духовным ростом и любовью и выступают в качестве защитника контактёра».
Несколько контактёров утверждали, что нордические пришельцы предупреждали о греях, но другие говорили, что видели нордов в таких же космических кораблях, как у серых. В таких сообщениях норды часто интерпретируются как лидеры, а серые — их подчинённые. Дженни Рэнделс пишет, что хотя она считает нордов, безусловно, причастными к похищениям людей, но контакт с ними менее опасен для человека, нежели с Серыми.

## Терминология и утверждения о контактах
Термин «норды» не использовался широко до 1980-х годов. До этого такой тип пришельцев называли «космическими братьями». Существует множество знаменитых людей, которые утверждали, что контактировали с «космическими братьями». Например: Джордж Адамски, Говард Менджер и Эдуард Альберт Мейер (который сообщил, что они прилетели из скопления Плеяды). Тем не менее, рассказы этих людей очень многие считают абсурдом, как, например, Джером Кларк.
Уфолог Майкл Салла высказал предположение, что президент США Дуайт Эйзенхауэр встретился с представителями нордов на авиабазе в Эдвардсе в феврале 1954 года. Тогда была предпринята попытка заключить соглашение по обмену технологиями и уничтожению американского ядерного арсенала.

## Истоки происхождения образа
По мнению историка культуры Дэвида Скала, ранние сообщения о пришельцах нордического типа, возможно, были частично вдохновлены фильмом 1951 года «День, когда остановилась Земля», в котором инопланетяне прибывают на Землю, чтобы предупредить человечество об опасности атомной энергетики.
Стефани Келли-Романо отмечает, что «белые инопланетяне более приятны людям, чем другие существа, например — серые». Она считает, что информанты могли использовать свои рассказы об инопланетянах как «средство формулирования страхов, базирующихся на расовой основе».